# Запорізька селищна рада
Запорізька се́лищна ра́да — орган місцевого самоврядування у складі Краснолуцької міської ради Луганської області. Адміністративний центр — селище міського типу Запоріжжя.

## Загальні відомості
- Запорізька селищна рада утворена в 1963 році.
- Територія ради: 2,95 км²
- Населення ради: 1 339 осіб (станом на 2001 рік)

## Населені пункти
Селищній раді підпорядковані населені пункти:
- смт Запоріжжя
- с. Артема
- с-ще Комендантське

## Склад ради
Рада складається з 16 депутатів та голови.
- Голова ради: Макєєва Ольга Петрівна

### Керівний склад попередніх скликань
| ПІБ                              | Основні відомості                                                        | Дата обрання | Дата звільнення |
| -------------------------------- | ------------------------------------------------------------------------ | ------------ | --------------- |
| Білоглазов Олексій Олександрович | Селищний голова, 1959 року народження, член Комуністичної партії України | 26.03.2006   | 31.10.2010      |
| Макєєва Ольга Петрівна           | Селищний голова, 1956 року народження, освіта вища, позапартійна         | 19.06.2011   |                 |

Примітка: таблиця складена за даними джерела

### Депутати
За результатами місцевих виборів 2010 року депутатами ради стали:

#### За суб'єктами висування
| Суб'єкт висування | Кількість обраних депутатів | %    |
| ----------------- | --------------------------- | ---- |
| Партія регіонів   | 9                           | 56,3 |
| Самовисування     | 7                           | 43,8 |

#### За округами
| № округу        | Прізвище, ім'я, по батькові    | Дата визнання обраним | Освіта         | Партійна приналежність | Відомості про обраного депутата                                         |
| --------------- | ------------------------------ | --------------------- | -------------- | ---------------------- | ----------------------------------------------------------------------- |
| Партія регіонів |                                |                       |                |                        |                                                                         |
| 1               | Пластюк Михайло Олексійович    | 01.11.2010            | Освіта вища    | член Партії регіонів   | КП ЖЕД виконкому Запорізької селищної ради, машиніст насосних установок |
| 2               | Коваленко Валентина Іванівна   | 01.11.2010            | Освіта середня | член Партії регіонів   | тимчасово не працює                                                     |
| 4               | Клепова Вікторія Євгенівна     | 01.11.2010            | Освіта вища    | член Партії регіонів   | пенсіонер                                                               |
| 6               | Бутенко Галина Вікторівна      | 01.11.2010            | Освіта середня | член Партії регіонів   | пенсіонер                                                               |
| 7               | Шахова Ніна Тихонівна          | 01.11.2010            | Освіта вища    | член Партії регіонів   | пенсіонер                                                               |
| 10              | Серебрянська Людмила Іванівна  | 01.11.2010            | Освіта вища    | член Партії регіонів   | пенсіонер                                                               |
| 13              | Токарева Валентина Степанівна  | 01.11.2010            | Освіта вища    | член Партії регіонів   | пенсіонер                                                               |
| 14              | Сидоренко Едуард Миколайович   | 01.11.2010            | Освіта вища    | член Партії регіонів   | ТОВ Дефа -III, директор                                                 |
| 16              | Крилов Андрій Адольфович       | 01.11.2010            | Освіта вища    | член Партії регіонів   | тимчасово не працює                                                     |
| Самовисування   |                                |                       |                |                        |                                                                         |
| 3               | Тіщенко Віктор Дмитрович       | 01.11.2010            | Освіта вища    | позапартійний          | Виконком Запорізької селищної ради, водій                               |
| 5               | Бутенко Ольга Вікторівна       | 01.11.2010            | Освіта вища    | позапартійна           | Виконком Запорізької селищної ради, спеціаліст-землевпорядник           |
| 8               | Гуржійов Андрій Миколайович    | 01.11.2010            | Освіта вища    | позапартійний          | ДВАТ "Шахта «Краснокутська», прохідник                                  |
| 9               | Ковальова Тетяна Андріївна     | 01.11.2010            | Освіта вища    | позапартійна           | пенсіонер                                                               |
| 11              | Желєзна Людмила Дмитрівна      | 01.11.2010            | Освіта середня | позапартійна           | пенсіонер                                                               |
| 12              | Бесштанько Олександр Євгенович | 01.11.2010            | Освіта вища    | позапартійний          | тимчасово не працює                                                     |
| 15              | Макєєва Ольга Петрівна         | 01.11.2010            | Освіта вища    | позапартійна           | Виконком Запорізької селищної ради, секретар ради                       |